# Microregione di Bragança Paulista
Bragança Paulista è una microregione dello Stato di San Paolo in Brasile, appartenente alla mesoregione di Macro Metropolitana Paulista.

## Comuni
Comprende 11 comuni:
- Atibaia
- Bom Jesus dos Perdões
- Bragança Paulista
- Itatiba
- Jarinu
- Joanópolis
- Morungaba
- Nazaré Paulista
- Piracaia
- Tuiuti
- Vargem